# Ring 2 (Hillerød)
 For alternative betydninger, se Ring 2. (Se også artikler, som begynder med Ring 2)
Ring 2  ofte benævnt  O2 er en  ca. 20 km lang ringvej, der går hele vejen uden om  Hillerød. Ringvejen skal få den tunge trafik uden om Hillerød og skal være med til at fordele trafikken mod Helsinge, Roskilde, København og Hørsholm.
Vejen starter i Roskildevej   primærrute 6 ved  Hillerødmotorvejens  forlængelse og tilslutningsanlægget Hillerød Ø og føres derefter syd om Hillerød. Vejen fortsætter derefter som  Overdrevsvejen og passerer Roskildevej, hvor der er forbindelse til Hillerød S-C, derefter passerer den syd om det kommende nye Nordsjællands Hospital, som kommer til at stå færdig i 2020, og under lokalbanen mod Hundested /Frederiksværk og S-togs banen mod København. Vejen fortsætter og passerer sekundærrute 201  Københavnsvej, hvor der er forbindelse til Hillerød Ø og København. Derefter går vejen i et tilslutningsanlæg i Isterødvejen, hvor den fortsætter som en  motortrafikvej.
Vejen fortsætter under lokalbanen mellem Hillerød og Helsingør og gennem skoven Stenholtvang  og passerer Fredensborgvej med frakørsel til Hillerød C, og derefter frakørsel mod Kagerup. Vejen fortsætter nord om Hillerød, hvor den passerer Gadevangsvej med frakørsel til Hillerød V og Hillerødmotorvejen forlængelsen i en tilslutningsanlæg med frakørsel til København, Roskilde og Helsinge. Den passerer endnu et tilslutningsanlæg, hvor der er frakørsel til Hillerød S-C og Frederiksværk. Ring 2 ender i Roskildevej, hvor der er frakørsel til Hillerød Ø og Roskilde (primærrute 6) og (O2). .